# Foucaud de Rochechouart
Foucaud de Rochechouart  ,    mort le 7 août 1343, est un prélat français du XIVe siècle. Il est le fils d'Aymery (IX), vicomte de Rochechouart, et de Jeanne, dame de Tonnay-Charente.

## Biographie
Foucaud de Rochechouart  est archidiacre et doyen à Bourges et est évêque de Noyon de 1317/1318 à 1331. En 1325, il obtient un arrêt du parlement qui le maintient dans sa juridiction sur la « commune, maire et jurez » de la ville de Noyon, laquelle lui était contestée au nom du roi par le bailli de Vermandois.
II assiste au concile de sa province tenu à Senlis en 1326 et 1329. De Rochechouart est transféré à l'archidiocèse de Bourges en 1330.